# NHK Broadcasting Center
NHK Broadcasting Center (NHK放送センター, Enueichikei Hōsō Sentā), é um edifício localizado em Jinnan, Shibuya, na cidade de Tóquio, no Japão. É a sede da emissora pública japonesa NHK. Inaugurado em março de 1973, o local inclui estúdios e escritórios, bem como lojas e o popular Studio Park, uma atração popular para alunos e turistas. Está localizado dentro do mesmo complexo onde está o NHK Hall, no qual se realizam apresentações teatrais, concertos e cerimônias regularmente organizadas e frequentemente transmitidas pela televisão.
A NHK também abriga escritórios de várias emissoras internacionais no edifício, incluindo a KBS, da Coreia do Sul, a CCTV, da China, a ABC, dos Estados Unidos, e a ABC, da Austrália.
Várias empresas relacionadas com a NHK têm escritórios em construção nas ruas próximas ao edifício.